# Lambeosaurus
 Lambeosaurus  („Lambes Echse“) ist eine Gattung der Hadrosaurier, einer artenreichen Gruppe der Vogelbeckensaurier, aus der Oberkreide (Campanium) Nordamerikas.
Fossilien von zwei Arten (L. lambei und L. magnicristatus) wurden in der Judith-River-Gruppe im Dinosaur Provincial Park in der kanadischen Provinz Alberta gefunden. Darunter sind fast 20 gut erhaltene Schädel, teilweise zusammen mit im anatomischen Zusammenhang gefundenen Skeletten. Unter den Fossilien sind sowohl ausgewachsene Tiere als auch Jungtiere. Einen Schädel und einige Skelettteile einer weiteren Art (L. laticaudus) fand man in der El-Gallo-Formation im mexikanischen Bundesstaat Baja California Norte.

## Merkmale und Systematik
Lambeosaurus ist die namensgebende Gattung des Taxons Lambeosaurinae, diejenige Hadrosauriergruppe, deren Vertreter einem hohlen, aus Nasenbein (Nasale) und Zwischenkieferbein (Prämaxillare) gebildeten Knochenkamm auf dem Schädel trugen. Bei Lambeosaurus nahm der Hohlraum allerdings nur einen sehr kleinen Bereich des Knochenkamms ein. Ein zur Schnauze weisender Auswuchs des Jochbeins (Jugale) ist im Querschnitt dreieckig. Die Speiche (Radius) war länger als der Oberarmknochen (Humerus). Zusammen mit Corythosaurus, Hypacrosaurus und Parasaurolophus bildet Lambeosaurus eine monophyletische Klade gegenüber dem basalen Tsintaosaurus, bei dem diese Merkmale noch geringer ausgeprägt sind oder fehlen.
Lambeosaurus wird heute auf eine Gesamtlänge von 7 Metern geschätzt. An der Wirbelanatomie zeigt sich, dass die Wirbelsäule meist waagrecht gehalten wurde, dass sich das Tier also, wie Hadrosaurier zumeist, überwiegend quadruped (vierbeinig) fortbewegte.